# Acraea issoria
Acraea issoria är en fjärilsart som beskrevs av Jacob Hübner 1816. Acraea issoria ingår i släktet Acraea och familjen praktfjärilar. Inga underarter finns listade i Catalogue of Life.

## Bildgalleri

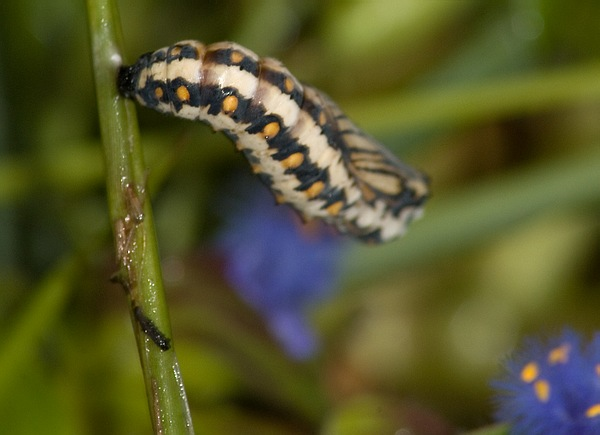
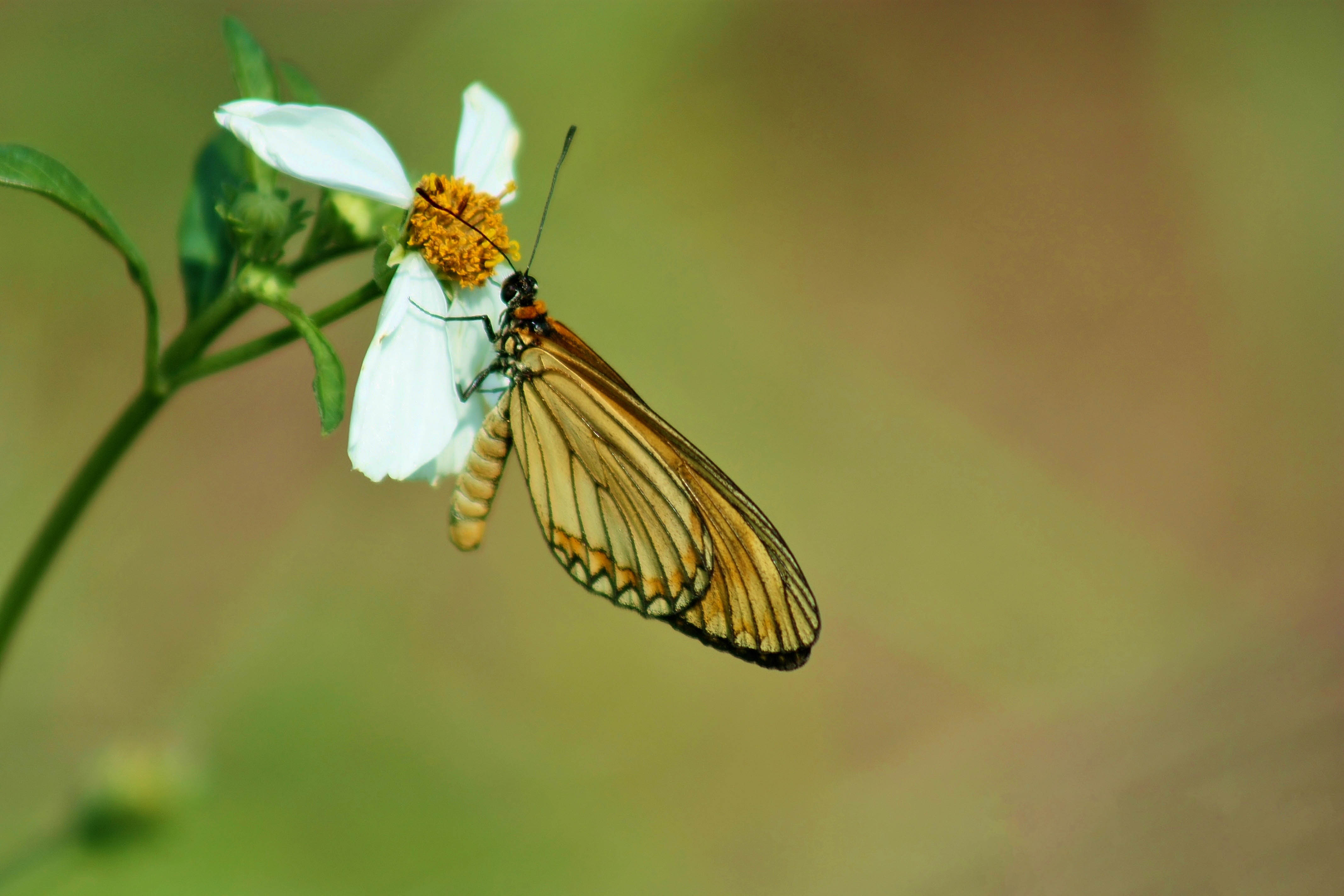
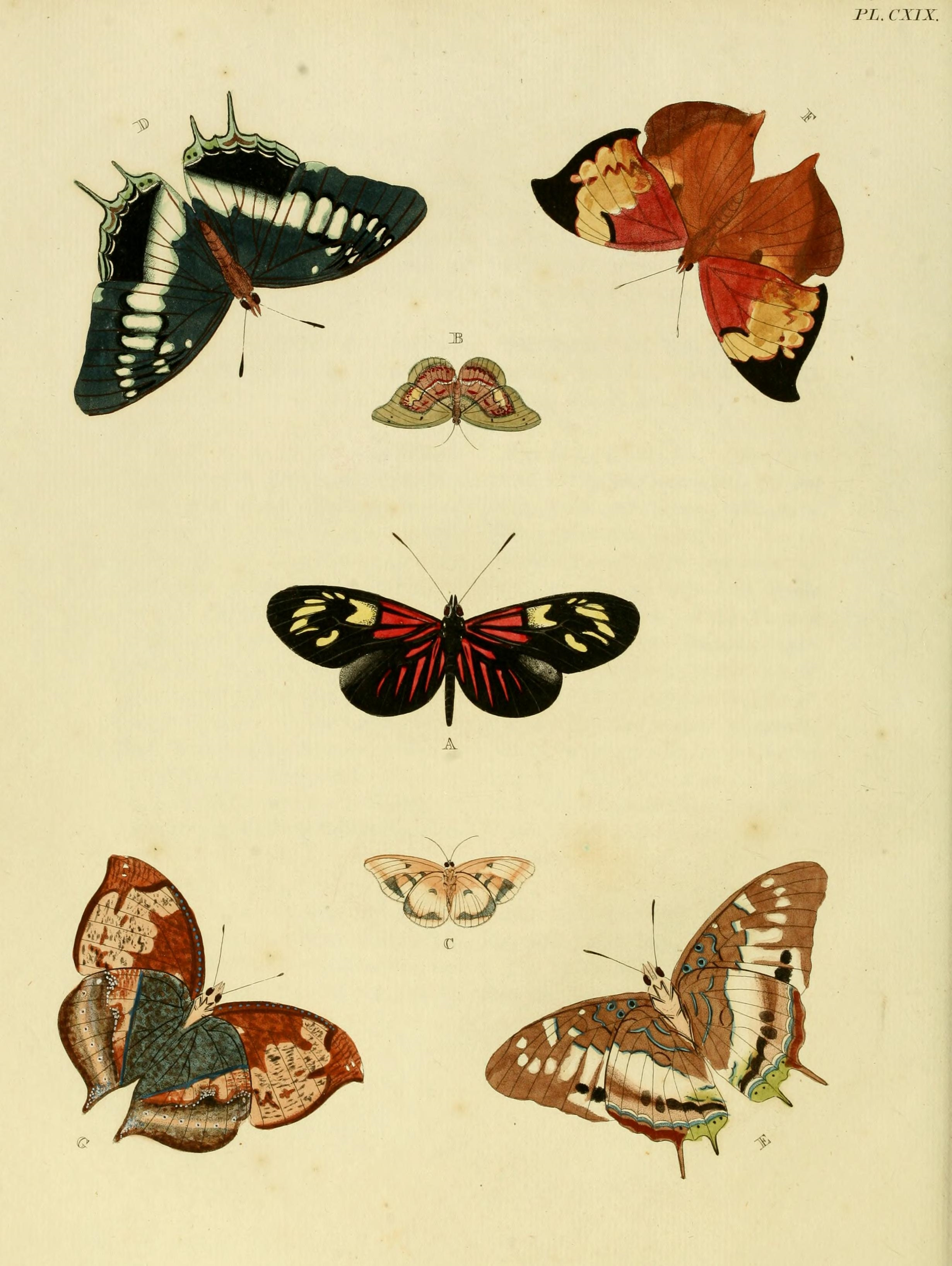